# Walterstal (Lauda-Königshofen)
Walterstal ist ein Wohnplatz auf der Gemarkung des Lauda-Königshofener Stadtteils Königshofen im Main-Tauber-Kreis im fränkisch geprägten Nordosten Baden-Württembergs.

## Geographie
Walterstal liegt etwa ein Kilometer südwestlich von Königshofen und etwa ein Kilometer südöstlich von Beckstein im namengebenden Walterstal, einem Seitental des Umpfertals.

## Geschichte
Auf dem Messtischblatt Nr. 6424 „Königshofen“ von 1881 war der Ort noch völlig unbesiedelt.
Der Wohnplatz kam als Teil der ehemals selbständigen Stadt Königshofen am 1. Januar 1975 zur Stadt Lauda-Königshofen, als sich die Stadt Lauda mit der Stadt Königshofen und der Gemeinde Unterbalbach im Rahmen der Gebietsreform in Baden-Württemberg vereinigte.

## Kultur und Sehenswürdigkeiten

### Kulturdenkmale
Kulturdenkmale in der Nähe des Wohnplatzes sind in der Liste der Kulturdenkmale in Lauda-Königshofen verzeichnet.

### Regelmäßige Veranstaltungen
Beim ansässigen Weingut findet Ende Juli bzw. Anfang August jährlich das Rondo-Weinfestival statt.

## Wirtschaft und Infrastruktur

### Ansässige Unternehmen
Am Wohnplatz befinden sich das Weingut BENZ mit Vinothek.

### Verkehr
Der Ort ist über einen von der Weinstraße abzweigenden Wirtschaftsweg zu erreichen. Die Weinstraße zweigt zuvor von der B 292 in Richtung Beckstein ab.